# Власенко Володимир Георгійович
Володимир Георгійович Власенко (рос. Власенко Владимир Георгиевич * 14 січня 1881 — ?) — російський футболіст, півзахисник. Грав за клуб «Меркур» (Санкт-Петербург). Входив до складу олімпійської збірної Росії з футболу на Літніх Олімпійських іграх 1912 року, але не провів жодної гри на турнірі. Провів 1 неофіційну гру за збірну Росії (1912).
У травні 1912 року відбувся матч між збірними Москви та Санкт-Петербурга для визначення гравців, які поїдуть на Олімпійські ігри до Стокгольма. Володимир Власенко відіграв весь матч і увійшов до складу олімпійської збірної.
На Олімпіаді 1912 року він значився в офіційному складі спортивної делегації, але був у запасі. В офіційних матчах збірної участі не брав.
Подальша доля невідома.